# Malé Vozokany
Malé Vozokany jsou obec na Slovensku v okrese Zlaté Moravce v Nitranském kraji.

## Poloha a přírodní podmínky
Leží v severozápadní části Pohronské pahorkatiny v údolí potoka Širočina a přítoku Rohožnica. Střed leží v nadmořské výšce 179 metrů, katastr obce mezi 170 a 210 metry. Podklad území obce tvoří třetihorní jíly a písky, kryté spraší a hnědozemí. Většina katastru je odlesněna, lesy jsou zastoupeny zbytky akátových a dubových hájů.

## Historie
Obec je prvně písemně doložena v roku 1209 jako Wezeken. V maďarské podobě Kyswezeken se Malé Vozokany objevují v roce 1489, slovenská podoba Male Wozokany je doložena z roku 1773. V 17. století trpěla tureckými nájezdy. Obec patřila místním zemanům. Obyvatelé se živili především zemědělstvím, v obci byl velkostatek. V roce 1710 dala Tekovská župa postavit pro podžupana Pavla Bacskádyho barokní kaštel, který byl v polovině 18. století rokokově upraven. V roce 1847 zámek koupili Botkovi, kteří kolem nechali vysadit park a v roce 1904 podle projektu italského architekta postavit druhý, tzv. horní kaštel. Ve stejném roce si rodina také nechala na místním hřbitově postavit neogotickou hrobku. Posledním pohřbeným členem byl v roce 1993 Teodor von Botka de Széplak et Szánto, který obci daroval 105 portrétů z vlastní tvorby.

## Pamětihodnosti
- kaštel rodiny Botků (tzv. horní) z roku 1904 s parkem
- zemanský kaštel (kúria) z roku 1710, v současné době v rekonstrukci
- hrobka rodiny Botků na místním hřbitově z roku 1904
- kostel svaté Anny z roku 1752, pod nímž se nachází krypta s ostatků pěti členů rodiny Bacskády
- socha svatého Jana Nepomuckého